# Fußball-Club 08 Homburg/Saar 2010-2011
Questa voce raccoglie le informazioni riguardanti il Fußball-Club 08 Homburg/Saar nelle competizioni ufficiali della stagione 2010-2011.

## Stagione
Nella stagione 2010-2011 l'Homburg, allenato da Alfred Kaminski, Christian Hock e Taifour Diane, concluse il campionato di Regionalliga ovest al 17º posto.

## Rosa
| N. |                         | Ruolo | Calciatore             |
| -- | ----------------------- | ----- | ---------------------- |
| 1  | Germania (bandiera)     | P     | Stefan Steigerwald     |
| 2  | RD del Congo (bandiera) | D     | Jean-Claude Mpassy     |
| 4  | Germania (bandiera)     | D     | Sebastian Sonnenberger |
| 5  | Germania (bandiera)     | D     | Nassim Banouas         |
| 6  | Germania (bandiera)     | C     | Abdul Karim Martens    |
| 7  | Italia (bandiera)       | A     | Fabio Di Dio           |
| 8  | Germania (bandiera)     | C     | Gökhan Impis           |
| 9  | Stati Uniti (bandiera)  | A     | Christopher Wright     |
| 10 | Francia (bandiera)      | C     | Pascal Stelletta       |
| 11 | Germania (bandiera)     | A     | Manuel Rasp            |
| 12 | Germania (bandiera)     | P     | Mario Miltner          |
| 13 | Germania (bandiera)     | D     | Florian Weber          |

| N. |                       | Ruolo | Calciatore         |
| -- | --------------------- | ----- | ------------------ |
| 14 | Francia (bandiera)    | C     | Manfred Ekwé Ebélé |
| 16 | Germania (bandiera)   | A     | Giuseppe Burgio    |
| 17 | Germania (bandiera)   | C     | Robin Vogtland     |
| 19 | Germania (bandiera)   | A     | Andreas Haas       |
| 20 | Germania (bandiera)   | D     | Tim Schwartz       |
| 21 | Portogallo (bandiera) | C     | Sebastiao          |
| 22 | Germania (bandiera)   | P     | Thomas Richter     |
| 22 | Francia (bandiera)    | D     | Josué Liotté       |
| 23 | Germania (bandiera)   | C     | Nico Müller        |
| 25 | Germania (bandiera)   | A     | Sahr Senesie       |
| 30 | Germania (bandiera)   | C     | Nico Weißmann      |

## Organigramma societario
Area tecnica
- Allenatore: Taifour Diane
- Allenatore in seconda: Volker Ruoff
- Preparatore dei portieri: Oliver Müller
- Preparatori atletici:
- Analisi video:

## Calciomercato

### Sessione estiva
| Acquisti | Acquisti               | Acquisti              | Acquisti |
| R.       | Nome                   | da                    | Modalità |
| -------- | ---------------------- | --------------------- | -------- |
| C        | Robin Vogtland         | Bonner                |          |
| D        | Nassim Banouas         | Waldhof Mannheim      |          |
| A        | Giuseppe Burgio        | Waldhof Mannheim      |          |
| C        | Manfred Ekwé Ebélé     | Virton                |          |
| C        | Gökhan Impis           | Elversberg II         |          |
| C        | Abdul Karim Martens    | Hertha Berlino II     |          |
| P        | Mario Miltner          | VfR Mannheim          |          |
| D        | Jean-Claude Mpassy     | Wormatia Worms        |          |
| D        | Michael Müller         | Saarbrücken II        |          |
| C        | Nico Müller            | Vikt. Aschaffenburg   |          |
| A        | Manuel Rasp            | Wormatia Worms        |          |
| P        | Thomas Richter         | Mpumalanga Black Aces |          |
| D        | Tim Schwartz           | SVN Zweibrücken       |          |
| C        | Sebastiao              | Idar-Oberstein        |          |
| A        | Sahr Senesie           | Eintracht Treviri     |          |
| D        | Sebastian Sonnenberger | Werder Brema U19      |          |
| P        | Stefan Steigerwald     | Magonza II            |          |
| C        | Pascal Stelletta       | Elversberg            |          |
| D        | Florian Weber          | Borussia Neunkirchen  |          |
| A        | Christopher Wright     | Energie Cottbus II    |          |

| Cessioni | Cessioni         | Cessioni         | Cessioni |
| R.       | Nome             | a                | Modalità |
| -------- | ---------------- | ---------------- | -------- |
| D        | Stephan Otte     | Saar 05          |          |
| C        | Michael Berndt   | Elversberg II    |          |
| P        | Thorsten Hodel   | SVN Zweibrücken  |          |
| C        | Christoph Holste | Elversberg II    |          |
| A        | Stefano Penella  | SV Gonsenheim    |          |
| A        | Michael Petri    | Rot-Weiß Hasborn |          |
| A        | Lars Rheinheimer | SVN Zweibrücken  |          |
| A        | Marc Scherschel  | Elversberg II    |          |
| D        | David Seibert    | Elversberg II    |          |
| D        | Rouven Weber     | Elversberg II    |          |
| D        | Sascha Zott      | Elversberg II    |          |

### Sessione invernale
| Acquisti | Acquisti      | Acquisti    | Acquisti |
| R.       | Nome          | da          | Modalità |
| -------- | ------------- | ----------- | -------- |
| C        | Nico Weißmann | Saarbrücken |          |

| Cessioni | Cessioni          | Cessioni            | Cessioni |
| R.       | Nome              | a                   | Modalità |
| -------- | ----------------- | ------------------- | -------- |
| D        | Michael Müller    | Röchling Völklingen |          |
| C        | Herbert Stuhlberg | SC Friedrichsthal   |          |
| C        | Julien Turnau     | Forbach             |          |

## Risultati

### Regionalliga

#### Girone di andata
| Arbitro: | Christ |

|          |           |                            |
| Ebélé 7’ | Marcatori | 39’ Streit 47’ Quotschalla |

| Bochum 21 agosto 2010, ore 14:00 CEST 2ª giornata | Bochum II | 0 – 0 referto | Homburg | Lohrheidestadion (330 spett.)\| Arbitro: \| Robke \| |
| Arbitro:                                          | Robke     |               |         |                                                      |

| Arbitro: | Münch |

|                        |           |  |
| Senesie 13’ Mpassy 53’ | Marcatori |  |

| Arbitro: | Schüller |

|             |           |            |
| Marquet 74’ | Marcatori | 2’ Senesie |

| Düsseldorf 11 settembre 2010, ore 14:00 CEST 5ª giornata | F. Düsseldorf II | 0 – 0 referto | Homburg | Paul-Janes-Stadion (212 spett.)\| Arbitro: \| Frömel \| |
| Arbitro:                                                 | Frömel           |               |         |                                                         |

| Arbitro: | Foltyn |

|  |           |                         |
|  | Marcatori | 85’ Fischer 90’ Englert |

| Arbitro: | Schwegler |

|            |           |             |
| Schaaf 50’ | Marcatori | 30’ Senesie |

| Homburg 24 settembre 2010, ore 19:00 CEST 8ª giornata | Homburg    | 0 – 0 referto | Colonia II | Waldstadion Homburg (865 spett.)\| Arbitro: \| Jöllenbeck \| |
| Arbitro:                                              | Jöllenbeck |               |            |                                                              |

| Verl 2 ottobre 2010, ore 14:00 CEST 9ª giornata | Verl  | 0 – 0 referto | Homburg | Stadion an der Poststraße (700 spett.)\| Arbitro: \| Riehl \| |
| Arbitro:                                        | Riehl |               |         |                                                               |

| Arbitro: | Stegemann |

|                      |           |                             |
| Rasp 37’ Senesie 52’ | Marcatori | 39’ Wooten 45’, 90’ Hammann |

| Arbitro: | Ehlers |

|              |           |  |
| Moosmayer 7’ | Marcatori |  |

| Arbitro: | Völk |

|  |           |                        |
|  | Marcatori | 72’ Kirsch 83’ N'Diaye |

| Arbitro: | Brand |

|                                |           |                    |
| Kraus 12’ Saccone 45’ Meha 65’ | Marcatori | 51’ (rig.) Banouas |

| Arbitro: | Kampka |

|                          |           |              |
| Senesie 8’ Stelletta 39’ | Marcatori | 58’ Heermann |

| Arbitro: | Ide |

|            |           |             |
| Tallec 68’ | Marcatori | 60’ Banouas |

| Arbitro: | Aarnink |

|                       |           |  |
| Liotté 68’ Mpassy 70’ | Marcatori |  |

| Arbitro: | Helwig |

|                |           |  |
| Erwig 16’, 63’ | Marcatori |  |

#### Girone di ritorno
| Arbitro: | Steffens |

|             |           |  |
| Glowacz 29’ | Marcatori |  |

| Arbitro: | Gittelmann |

|  |           |                               |
|  | Marcatori | 22’ (rig.) Zech 30’ Wassinger |

| Arbitro: | Schmickartz |

|                         |           |  |
| Rogowski 22’ Krause 40’ | Marcatori |  |

| Arbitro: | Reichel |

|                    |           |                                  |
| Schwartz 4’ (rig.) | Marcatori | 18’ Steffen 44’ Siefkes 54’ Sand |

| Arbitro: | Göpferich |

|                   |           |           |
| Rasp 27’ Haas 79’ | Marcatori | 49’ Najdi |

| Arbitro: | Schmitt |

|           |           |  |
| Güral 88’ | Marcatori |  |

| Arbitro: | Beck |

|  |           |          |
|  | Marcatori | 63’ Korb |

| Arbitro: | Sevinc |

|                        |           |                                      |
| Hector 29’ Terodde 80’ | Marcatori | 5’ Mpassy 30’ C.Wright 55’ Sebastiao |

| Homburg 2 aprile 2011, ore 14:00 CEST 26ª giornata | Homburg | 0 – 0 referto | Verl | Waldstadion Homburg (640 spett.)\| Arbitro: \| Gerach \| |
| Arbitro:                                           | Gerach  |               |      |                                                          |

| Arbitro: | Leonhardt |

|            |           |             |
| Wooten 74’ | Marcatori | 39’ Banouas |

| Arbitro: | Schaal |

|                        |           |                                     |
| Burgio 48’ Banouas 60’ | Marcatori | 34’ M.Holt 45’ Moosmayer 90’ Pagano |

| Arbitro: | Wijnen |

|                         |           |  |
| Ornatelli 19’, 42’, 64’ | Marcatori |  |

| Arbitro: | Trautmann |

|  |           |                           |
|  | Marcatori | 12’, 78’ Kulabas 62’ Meha |

| Arbitro: | Stein |

|                         |           |                                    |
| Barton 69’ Marzullo 74’ | Marcatori | 43’ Banouas 46’ Sebastiao 90’ Haas |

| Arbitro: | Steinberg |

|  |           |                        |
|  | Marcatori | 27’ Tallec 79’ Boztepe |

| Arbitro: | Göpferich |

|              |           |                             |
| Walthier 36’ | Marcatori | 42’, 74’ Sebastiao 82’ Haas |

| Arbitro: | Brand |

|          |           |                          |
| Haas 77’ | Marcatori | 60’ Gatarić 90’ Wiwerink |

## Statistiche

### Statistiche di squadra
| Competizione       | Punti | In casa | In casa | In casa | In casa | In casa | In casa | In trasferta | In trasferta | In trasferta | In trasferta | In trasferta | In trasferta | Totale | Totale | Totale | Totale | Totale | Totale | DR  |
| Competizione       | Punti | G       | V       | N       | P       | Gf      | Gs      | G            | V            | N            | P            | Gf           | Gs           | G      | V      | N      | P      | Gf     | Gs     | DR  |
| ------------------ | ----- | ------- | ------- | ------- | ------- | ------- | ------- | ------------ | ------------ | ------------ | ------------ | ------------ | ------------ | ------ | ------ | ------ | ------ | ------ | ------ | --- |
| Regionalliga ovest | 30    | 17      | 4       | 2       | 11      | 15      | 27      | 17           | 3            | 7            | 7            | 14           | 22           | 34     | 7      | 9      | 18     | 29     | 49     | -20 |
| Totale             | 30    | 17      | 4       | 2       | 11      | 15      | 27      | 17           | 3            | 7            | 7            | 14           | 22           | 34     | 7      | 9      | 18     | 29     | 49     | -20 |

### Andamento in campionato
| Giornata  | 1  | 2  | 3  | 4  | 5  | 6  | 7  | 8  | 9  | 10 | 11 | 12 | 13 | 14 | 15 | 16 | 17 | 18 | 19 | 20 | 21 | 22 | 23 | 24 | 25 | 26 | 27 | 28 | 29 | 30 | 31 | 32 | 33 | 34 |
| --------- | -- | -- | -- | -- | -- | -- | -- | -- | -- | -- | -- | -- | -- | -- | -- | -- | -- | -- | -- | -- | -- | -- | -- | -- | -- | -- | -- | -- | -- | -- | -- | -- | -- | -- |
| Luogo     | C  | T  | C  | T  | T  | C  | T  | C  | T  | C  | T  | C  | T  | C  | T  | C  | T  | T  | C  | T  | C  | C  | T  | C  | T  | C  | T  | C  | T  | C  | T  | C  | T  | C  |
| Risultato | P  | N  | V  | N  | N  | P  | N  | N  | N  | P  | P  | P  | P  | V  | N  | V  | P  | P  | P  | P  | P  | V  | P  | P  | V  | N  | N  | P  | P  | P  | V  | P  | V  | P  |
| Posizione | 15 | 15 | 11 | 11 | 11 | 13 | 13 | 13 | 13 | 14 | 14 | 16 | 16 | 15 | 16 | 15 | 15 | 15 | 15 | 15 | 17 | 15 | 16 | 17 | 15 | 15 | 15 | 15 | 15 | 16 | 16 | 16 | 16 | 17 |

Legenda:

Luogo: C = Casa; T = Trasferta. Risultato: V = Vittoria; N = Pareggio; P = Sconfitta.

### Statistiche dei giocatori
| N. Banouas      | 30 | 5 | 7  | 0 |
| G. Burgio       | 21 | 1 | 2  | 0 |
| F. Di Dio       | 9  | 0 | 0  | 0 |
| M. Ebélé        | 12 | 1 | 1  | 0 |
| A. Haas         | 16 | 4 | 2  | 0 |
| G. Impis        | 7  | 0 | 0  | 0 |
| J. Liotté       | 21 | 1 | 3  | 0 |
| A. Martens      | 31 | 0 | 2  | 0 |
| M. Miltner      | 1  | 0 | 0  | 0 |
| J. Mpassy       | 29 | 3 | 14 | 1 |
| M. Müller       | 2  | 0 | 0  | 0 |
| N. Müller       | 32 | 0 | 12 | 0 |
| M. Rasp         | 21 | 2 | 3  | 1 |
| T. Richter      | 33 | 0 | 0  | 0 |
| T. Schwartz     | 20 | 1 | 5  | 0 |
| S. Sebastiao    | 25 | 4 | 8  | 2 |
| S. Senesie      | 26 | 5 | 4  | 0 |
| S. Sonnenberger | 20 | 0 | 0  | 0 |
| S. Steigerwald  | 0  | 0 | 0  | 0 |
| P. Stelletta    | 33 | 1 | 3  | 0 |
| J. Turnau       | 4  | 0 | 0  | 0 |
| R. Vogtland     | 17 | 0 | 5  | 0 |
| F. Weber        | 14 | 0 | 3  | 1 |
| N. Weißmann     | 12 | 0 | 6  | 0 |
| C. Wright       | 31 | 1 | 3  | 0 |